# Budai Zoltán
Budai Zoltán (Makó, 1935. augusztus 29. –) magyar vegyészmérnök.

## Életpályája
Szülei: Budai Antal és Diós Irén voltak. 1965-ben végzett a Budapesti Műszaki és Gazdaságtudományi Egyetem Vegyészmérnöki Karán. 1970-ben ugyanitt gyógyszervegyész szakmérnök lett. Az EGYT mérnöke. 1969-1971 között kutatócsoport-vezető volt. 1971 óta a kutatólaboratórium vezetője.

### Munkássága
Kutatási területe a simaizomgörcs-oldók, a kombinált hatású gasztroprotektív szerek, a központi idegrendszerre ható, keringést javító és kemoterápiás hatású cikloalkanol-éterek. Részt vett az originális Halidor, valamint a Desopimon, Dopaflex, Hibernál, Tisercin, Sapilent, Teperin és Spitamin gyógyszerek adaptálásában és a Limbolid originális növényi növekedésserkentő kifejlesztésében.

## Díjai, kitüntetései
- Állami Díj (1985)
- Gábor Dénes-díj (1993)
- Pro sanitate (1995)
- Kiváló Feltaláló (3-szor)